# Товариство апостольського життя
Товариство апостольського життя (лат. Societas vitae apostolicae) — в Католицької церкви інститут, який об'єднує віруючих, і влаштований за принципом чернечих орденів та громад. При цьому для членів Товариства апостольського життя принесення чернечих обітниць необов'язкове. Раніше вони назвалися також товариствами спільного або громадського життя.
Згідно з Кодексом канонічного права члени такого товариства «здійснюють властиву йому апостольську місію і, ведучи спільне братське життя, прагнуть до досконалості християнської любові».
Кожне суспільство має свою власну конституцією. Члени товариства повинні проживати в спеціальній обителі, влаштованій згідно з нормами суспільства і канонічного права церкви. Управління внутрішнім життям суспільства є прероргативою його керівників та керівників відповідних підрозділів, у той час як у питаннях громадського богопочитання члени товариств апостольського життя підпорядковані дієцезіальному єпископ у. Вищим керівним органом, що регулює діяльність даних суспільств, є одна з громад Римської курії — Конгрегація у справах інститутів посвяченого життя і Товариств апостольської життя. Канонічні закони, пов'язані з товариствам апостольського життя, зібрані в статтях 731–755 Кодексу канонічного права.
Товариства апостольського життя почали виникати в XVI–XVII століттях, як інститут, здатний об'єднати для конкретного служіння в межах церкви як монахів, так і мирян. Найвідоміші суспільства — ораторіанці, лазаристи, дочки милосердя, сульпіціані, паллотінці та інші.